# Natalia Dik
Natalia Nikolajevna Dik (Russisch: Наталья Николаевна Дик) (Novoaltajsk, 26 juli 1961) is een contemporaine Russische schilder, tekendocent en lid van de Sint-Petersburgse Artiestenbond.

## Leven en werk
Natalia Dik is op 26 juli 1962 geboren in de stad Chesnokovka, die in 1962 werd hernoemd tot Novoaltajsk (Kraj Altaj), in de Kraj Altaj in Siberië in de toenmalige Sovjet-Unie.
Van 1976 tot 1980 studeerde ze aan de Kunstacademie van Novoaltajsk. Hierna werd ze lerares schilderkunst aan de kunstschool in Kljuchi in de Kraj Altaj.
Van 1983 tot 1989 studeerde ze vervolgens aan de befaamde Peterburgse Ilya Repin academie voor de kunsten, bij de studio van Boris Ugarov. Ze studeerde ook bij Viktor Reikhet. Tijdens haar vervolgstudie ontving Dik de 'Ilya Repin-beurs voor uitzonderlijke prestatie'.
Haar afstudeerwerk "На Онеге" ("Na Onege", "Aan de Onega") werd tentoongesteld tijdens de expositie van de Repin-academie en bekroond met een zilveren medaille in 1989.
Sinds 2002 is Natalia Dik lid van de St. Petersburgse Artiestenbond.

## Tentoonstellingen
- 1988 — "Soviet Art from the Academy", New York Academy of Art, New York[3]
- 1989 — Londen
- 1990 — Milaan (Italië)
- 1994 — Londen
- 1995 — "Die Bilderwelt der Natalia Dik", Lütt Galerie, Fahrdorf, Duitsland[4]
- 1996 — Brentwood, Groot-Brittannië
- 1997 — Galerie "Das Fenster", Kiel, Duitsland
- 1998 — Moskou
- 1999 — St. Petersburg
- 2001 — St. Petersburg
- 2002 — Helsinki
- 2006 — 's-Graveland
- 2007 — Galerie Goda, Amsterdam
- 2007 — Bolsjoi Oktober Festival, Amsterdam
- 2007 — Galerie Amstelart, Brussel
- 2007 — Heemstede
- 2008 — Galerie Sjöhästen, Stockholm
- 2008 — Liaohe Art Museum, China
- 2009 — Bergen
- 2010 — De Egmondse Nieuwen 2010, Museum Kranenburgh, Bergen[5]
- 2010 — De Oude Kerk geschilderd, Katwijks Museum, Katwijk[6]
- 2011 — Kunst10daagse Bergen, Bergen aan Zee[7]
- 2011 — "Ver weg, en toch zo dichtbij", Galerie PR² Art Podium, Amsterdam[8]